# Christopher Plummer
Arthur Christopher Orme Plummer (13. prosince 1929 Toronto, Kanada – 5. února 2021 Weston, Connecticut, USA) byl kanadský herec. V roce 2011 získal Oscara za vedlejší roli ve filmu Začátky.

## Dětství
Narodil se Isabelle Maryové (rozené Abbottové) a Johnovi Orme Plummerovi. Jeho pradědečkem byl kanadský premiér Sir John Abbott. Krátce poté, co se narodil, se jeho rodiče rozvedli a proto vyrostl v rodině své matky v Sennevillu v provincii Québec. Chtěl být koncertním pianistou, ale láska k divadlu byla pro něj větší než v raném věku, a proto začal hrát na vysoké škole divadlo. Pro nasbírání zkušeností začal dojíždět do městského divadla v Ottawě.

## Divadlo
V divadle hrál ty největší role klasického repertoáru. Účinkoval v Králi Learovi režírovaném Jonathanem Millerem. Díky této roli nominován na cenu Tony.
V srpnu 2008 se vrátil na scénu kanadského Stradfortského festivalu v jedné z kritiky nejuznávanějších inscenací jako Julius Caesar. Záznam představení byl natočen ve vysokém rozlišení a poté byl promítán v kanadských kinech.

## Film
Jeho filmová kariéra začala filmem Sidneyho Lumeta, který jej obsadil jako mladého spisovatele ve filmu Stage Struck. Poté začal účinkovat ve filmech jako Pád říše římské, Za zvuků hudby, Ježíš Nazaretský, Návrat Růžového pantera, Bitva o Británii, Waterloo, Tichý společník, Zátah, Star Trek VI: Neobjevená země, Malcolm X, Dvanáct opic a Syriana.
Jednou z jeho nejcennějších rolí se stala role Mike Wallace ve filmu Michaela Manna, který byl nominován na Oscara, The Insider. Dále byl nominován na několik dalších cen.
Další svou úspěšnou roli ztvárnil ve filmu Rona Howarda Čistá duše a dále například ve filmu Alexandr Veliký. Namluvil také roli Charlese Muntze ve filmu Vzhůru do oblak. V roce 2011 namluvil postavy v počítačové hře The Elder Scrolls V: Skyrim.
Za roli ve snímku Začátky (2011) získal několik cen, včetně Oscara za nejlepší mužský herecký výkon ve vedlejší roli a Zlatého glóbu za nejlepší mužský herecký výkon ve vedlejší roli.
V roce 2017 nahradil v dokončovaném filmu Všechny prachy světa představitele jedné z hlavních rolí Kevina Spaceyho, neboť ten byl několika lidmi nařčen ze sexuálního obtěžování. Režisér Ridley Scott se rozhodl přetočit všechny scény se Spaceym asi měsíc a půl před uvedením snímku do kin. Scott zamýšlel obsadit Plummera do této role už od počátku, studio však chtělo využít známějšího jména.

## Smrt
Plummer zemřel ve svém domě ve Westonu ve státě Connecticut 5. února 2021 ve věku 91 let. Podle své manželky Elaine Taylorové zemřel dva a půl týdne po pádu, při kterém se udeřil do hlavy. Plummerova rodina vydala prohlášení, v němž oznámila, že zemřel pokojně s Taylorovou po svém boku.